# 秋 (マネ)
『秋』（あき、フランス語: L'Automne）は、エドゥアール・マネが1882年に制作した絵画。

## 来歴
この作品は、アントナン・プルーストがエドゥアール・マネに委嘱した四季を主題とする4点の連作のひとつとして制作されたが、マネは本作と『春』の2点を制作しただけで死去した。
本作は、1883年にマネが死去するまで、彼の手元に置かれていた。最初に公開されたのは、1884年1月にエコール・デ・ボザールでマネの回顧展に展示された折であった。本作は、マネの遺産管理者によって、同年2月2日から3日にかけてオテル・ドローでオークションにかけられた。番号21が付けられ本作には、1,550フランで落札された。落札者はジャコブ (Jaob) という画商であった。
この画商が誰の意向を受けて落札したのかは、はっきりしていない。もしかすると、レオン・レーンホフが主張するように、画商は、オペラ歌手ジャン＝バプティスト・フォーレの代理で本作を買ったのかもしれない。フォーレはその後、本作を、この作品のモデルを務めたメリー・ローランに贈ったか、売り渡したのであろう。しかし、メリー・ローラン自身が、ジャコブに購入を依頼した可能性もある。
メリー・ローランは、死ぬまでこの絵画を所有し、故郷ナンシーのナンシー美術館にこの絵を遺贈した。本作は、マネの絵画作品が地方の博物館の所蔵となる最初の事例となった。この遺贈を受けて、東部芸術協会 (Société Artistiques de l'Est) は本作を、「印象派の巨匠による主要な作品のひとつ (une des œuvres capitales du maître impressioniste)」、「19世紀の美術史における逸品 (marqué une date dans l'histore de l'art au XIXème siècle)」と表現した。

## 描写
マネは、ウォルトのペリースを身にまとったメリー・ローランをモデルとし、ポーズを取らせた横顔を、イタリアのルネサンス期の肖像画のように描いた。彼女は日本製の布地の前に置かれており、背景の青い色調と服装の栗色が、彼女のバラ色の顔色を引き立てている。